# Erinnyis
Genre
Le genre Erinnyis regroupe des insectes lépidoptères de la famille des Sphingidae, de la sous-famille des Macroglossinae, de la tribu des Dilophonotini.

## Systématique
- Le genre Erinnyis a été décrit par l'entomologiste allemand Jakob Hübner, en 1819[1].
- L'espèce type pour le genre est Erinnyis ello.

### Synonymie
- Dilophonota Burmeister, 1856[2]
- Anceryx Walker, 1856[3]

### Taxinomie
Liste des espèces
- Erinnyis alope (Drury, [1770])
- Erinnyis crameri (Schaus, 1898)
- Erinnyis domingonis (Butler, 1875)
- Erinnyis ello (Linnaeus, 1758) Espèce type pour le genre
- Erinnyis guttularis (Walker, 1856)
- Erinnyis impunctata Rothschild & Jordan, 1903
- Erinnyis lassauxi (Boisduval, 1859)
- Erinnyis obscura (Fabricius, 1775)
- Erinnyis oenotrus (Cramer, [1780])
- Erinnyis pallida Grote, 1865
- Erinnyis yucatana (Druce, 1888)

Erinnyis alope
Erinnyis crameri
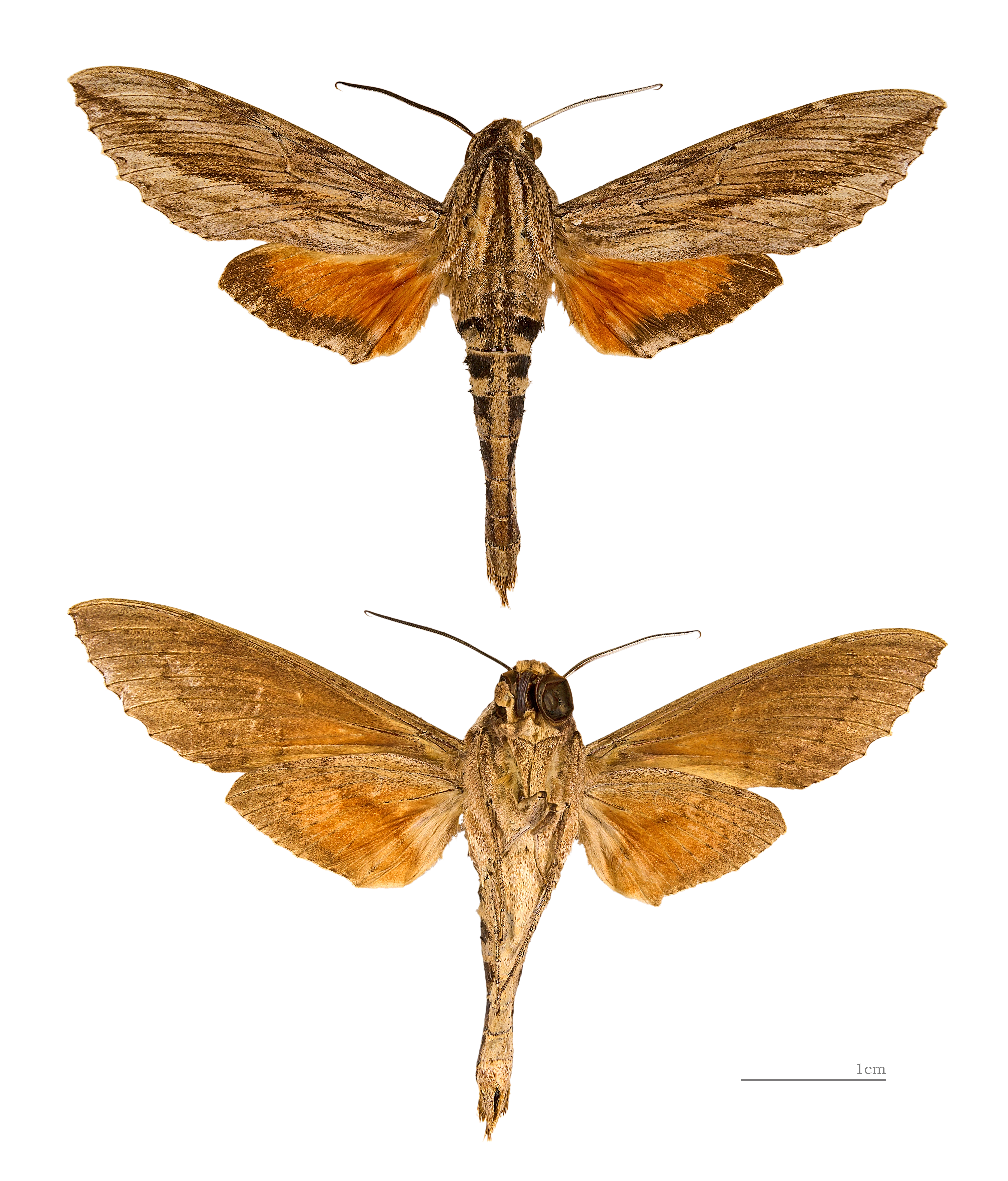
Erinnyis ello
Erinnyis guttularis
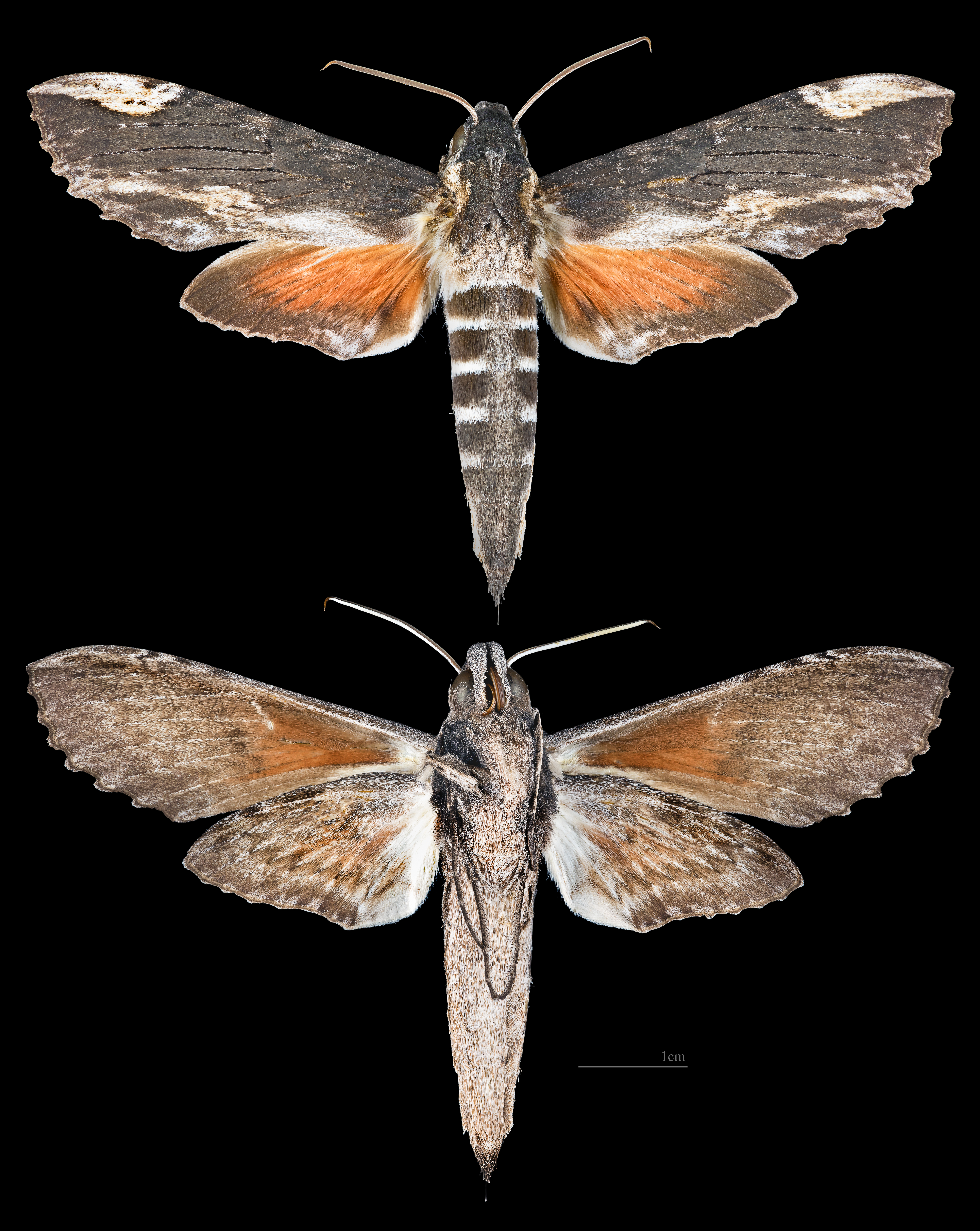
Erinnyis impunctata
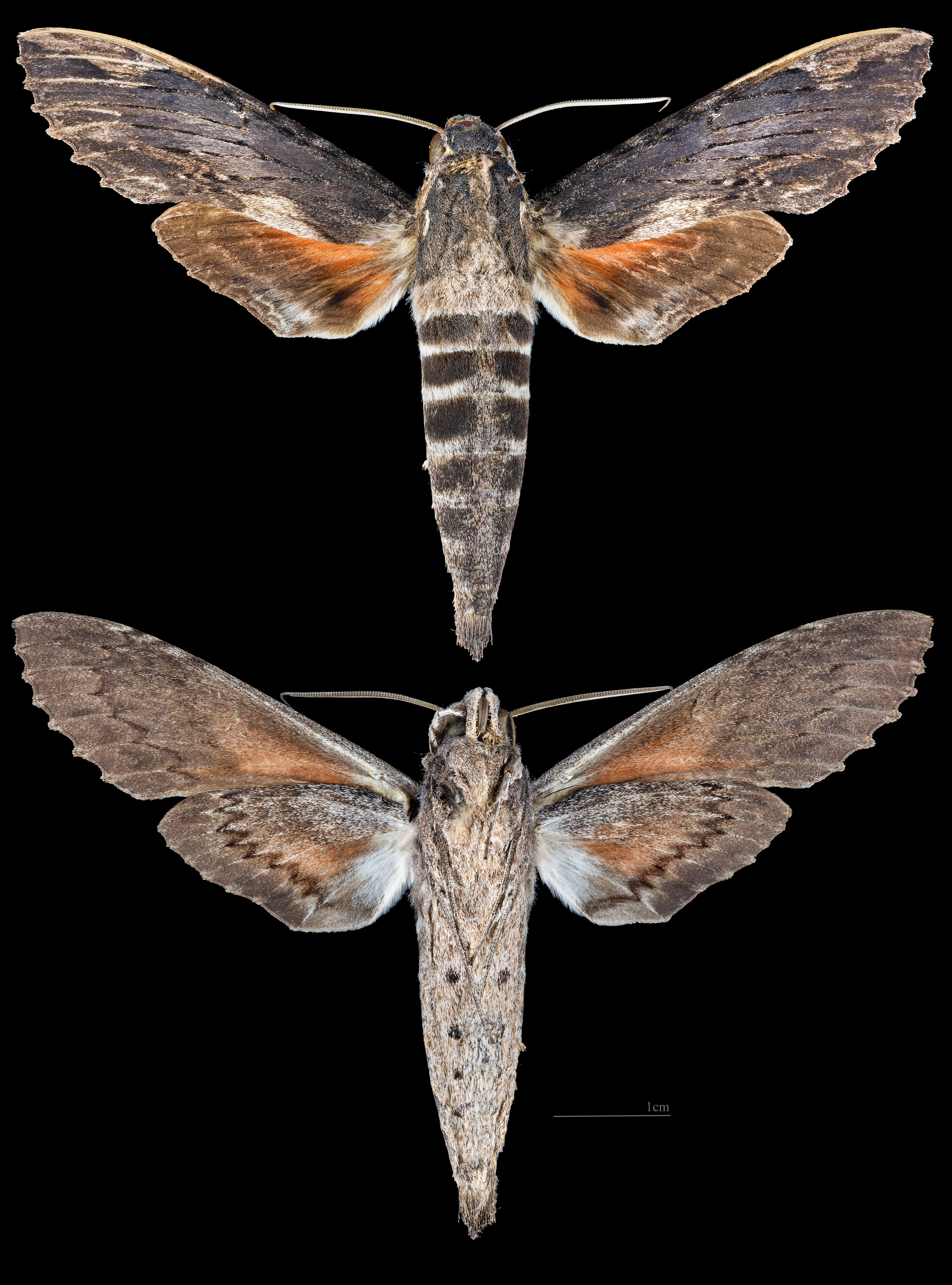
Erinnyis lassauxi
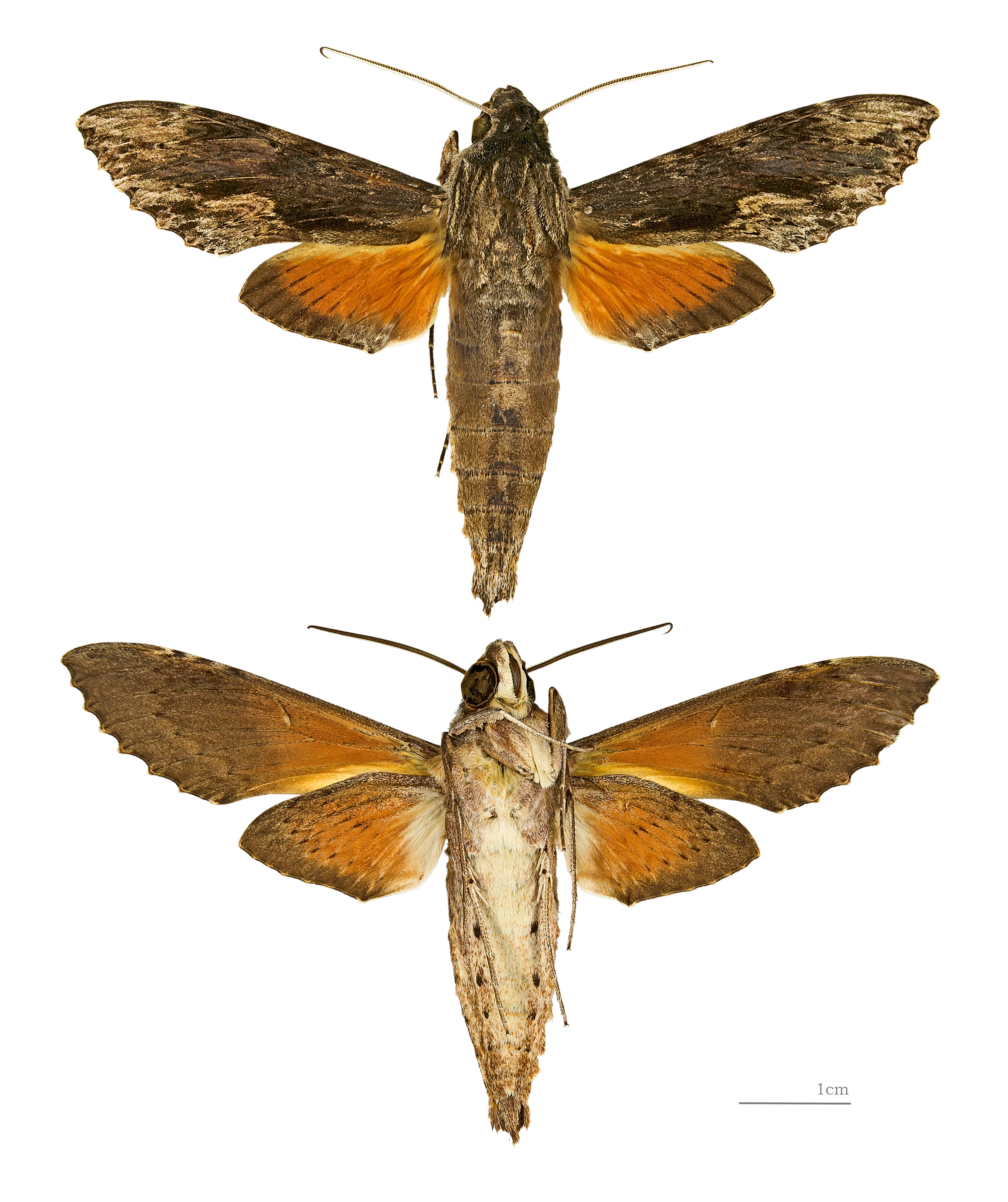
Erinnyis oenotrus
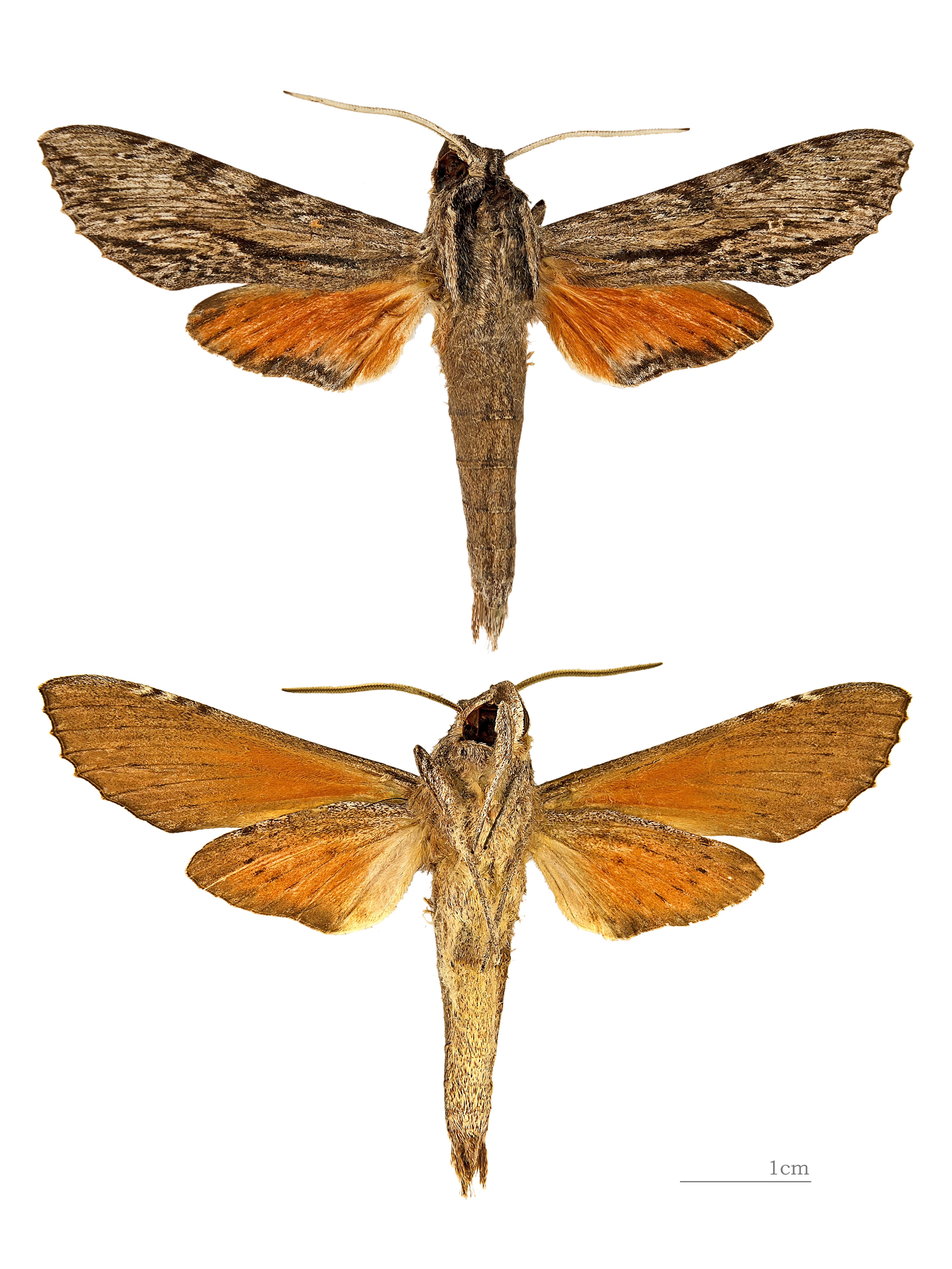
Erinnyis obscura
Erinnyis yucatana